# 山口淳太
山口 淳太（やまぐち じゅんた、 1987年3月8日 - ）は、日本の映画監督。大阪府堺市出身。

## 経歴
近畿大学経営学部卒業。大学在学中に監督した『翼よごらん あれが恋の灯だ』（2010年）が2012年の京都国際学生映画祭に入選。2005年3月より劇団ヨーロッパ企画に参加し、同劇団の映像制作全般をコーディネートする。映画やドラマ、CMなどの映像作品を手掛ける。

## 作品

### 映画
- 垂直落下狂（2006年）監督・編集
- 翼よごらん、あれが恋の灯だ（2010年）監督・編集
- 友達の家（2013年）監督・撮影・編集
- 現役OL銀行員、映画監督をやってみた。（2015年）監督・撮影・編集
- 今夜、ごはん行きませんか？（2016年）監督・編集
- タクシードライバー祗園太郎 THE MOVIE すべての葛野郎に捧ぐ（2016年）撮影・声の出演
- 光（2017年・監督：河瀨直美）メイキング
- Magic Town（2018年）演出・編集
- ビューティフルドリーマー（2020年・監督：本広克行）監督補
- ドロステのはてで僕ら （2020年）監督・撮影・編集
- たぶん杉沢村（2022年）監督・編集
- 血ぃともだち（2022年・監督：押井守）ワークショップ演出
- リバー、流れないでよ （2023年）監督・編集

### テレビドラマ
- 警視庁捜査資料管理室（仮） （2018年）
- 警視庁捜査資料管理室 （2019年）
- 警視庁捜査資料管理室 スペシャル ?明石幸男、最後の3日間?（2020年）
- ヨーロッパ企画のYou宇宙be（2021年）
- 男コピーライター、育休をとる。（2021年）
- サマータイムマシン・ハズ・ゴーン（2021年）
- あいつが上手で下手が僕で（2021年）
- 恋に無駄口（2022年）[6]
- ゲトレ夕暮れ大暴れ（2023年）
- 時をかけるな、恋人たち（2023年）

### ミュージックビデオ
- クリープハイプ「イト」（2017年）
- 凛として時雨「Perfake Perfect」（2021年）
- SKE48 大場美奈「生まれ変わっても」（2022年）